# Dodge County (Minnesota)
 For alternative betydninger, se Dodge County. (Se også artikler, som begynder med Dodge County)
Dodge County er et county i den amerikanske delstat Minnesota. Amtet ligger i de sydøstlige del af delstaten og grænser op til Rice County i nordvest, Goodhue County i nordøst, Olmsted County i øst, Mower County i syd og mod Steele County i vest.
Dodge Countys totale areal er 1.139 km² hvoraf 0 km² er vand. I 2000 havde amtet 19.355 indbyggere. Amtets administration ligger i byen Mantorville.
Amtet har fået sit navn efter senator Henry Dodge.

## Demografi
Ifølge folketællingen fra 2000 boede der 17.731 personer i amtet. Der var 6.420 husstande med 4.853 familier. Befolkningstætheden var 16 personer pr. km². Befolkningens etniske sammensætning var som følger: 91,36 % hvide, 2,27 % afroamerikanere.
Der var 6.420 husstande, hvoraf 40,70 % havde børn under 18 år boende. 64,70 % var ægtepar, som boede sammen, 7,20 % havde en enlig kvindelig forsøger som beboer, og 24,40 % var ikke-familier. 20,20 % af alle husstande bestod af enlige, og i 9,70 % af tilfældene boede der en person som var 65 år eller ældre.
Gennemsnitsindkomsten for en hustand var $47.437 årligt, mens gennemsnitsindkomsten for en familie var på $54.261 årligt.